# 爆音男〜BOMBERMAN〜
「爆音男〜BOMBERMAN〜」（ボンバーマン）は、湘南乃風の11枚目のシングルである。2011年1月12日に発売された。発売元はトイズファクトリー。

## 概要
- 前作から約1年振りとなるシングル。
- 13,400枚完全限定生産盤には、今や入手不可能なグッズをNEWデザインで復活させたバンダナと、新曲「爆音男〜BOMBERMAN〜」の世界観をメンバー4人を主役にアメリカン・コミック風のイラストに落とし込んだコミックを付属。

## 収録曲
1. 爆音男〜BOMBERMAN〜
（作詞・作曲・編曲：湘南乃風）
テレビ朝日系「お願い!ランキング GOLD」1月期エンディングテーマ。
音楽を爆弾に例えた歌詞となっている。
2. Changes
（作詞：湘南乃風 / 作曲：湘南乃風、Amin03 / 編曲：soundbreakers、湘南乃風）
3. 黄金魂〜D.F.F.L Remix〜
（作詞：湘南乃風 / 作曲：湘南乃風、soundbreakers / 編曲：篤志）
篤志によるリミックス。
4. 爆音男〜BOMBERMAN〜 -inst.-
5. Changes -inst.-